# Andrej Januar'evič Vyšinskij
Andrej Januar'evič Vyšinskij (in russo Андрей Януарьевич Вышинский?, in polacco: Andrzej Wyszyński; Odessa, 10 dicembre 1883, 28 novembre del calendario giuliano – New York, 22 novembre 1954) è stato un giurista, politico e diplomatico sovietico, noto come il giudice-boia al servizio di Stalin, fu soprannominato il "Freisler sovietico".

## Biografia

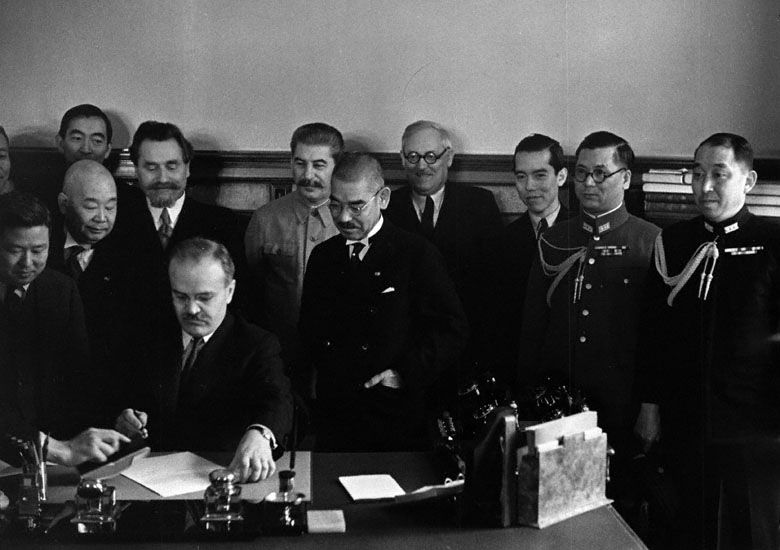
Vyšinskij, a sinistra di Stalin, alla firma del patto di neutralità tra URSS e Giappone nel 1941.

Nato a Odessa nel 1883, da una famiglia cattolica polacca, studiò alla facoltà di giurisprudenza di Kiev, da cui fu espulso per aver preso parte a manifestazioni politiche. Nel 1903 si iscrisse al Partito Operaio Socialdemocratico Russo, aderendo alla corrente menscevica. Partecipò nel 1905 alla prima rivoluzione russa. Nel 1909 fu arrestato e rinchiuso nel carcere di Baku in cui rimase per circa un anno. Durante la detenzione conobbe un giovane rivoluzionario georgiano: Iosif Vissarionovič Džugašvili, il futuro Stalin. Ripresi gli studi giuridici, si laureò nel 1913.
Trasferitosi a Mosca nel 1915, nel 1917 dopo la rivoluzione di febbraio collaborò con il Governo provvisorio guidato da Kerenskij. Dopo la rivoluzione d'ottobre, abbandonò il movimento menscevico per iscriversi, nel 1920, al Partito Comunista bolscevico. Negli anni venti insegnò nell'Università di Mosca di cui fu anche rettore.
Nel 1931 divenne procuratore della Repubblica federativa russa (RSFSR) e vice procuratore dell'Unione Sovietica e, dal 1935 al 1939, procuratore generale. In tale veste, sotto la presidenza di Vasilij Ulrich, rappresentò la pubblica accusa nei principali processi politici che si svolsero nel periodo delle grandi purghe staliniane degli anni trenta. Durante il primo di questi, il processo Zinov'ev-Kamenev, attaccò gli imputati con durissime parole:
Durante i grandi processi farsa, si distinse per i metodi inumani con cui trattava i nemici della dittatura in Russia, e fu soprannominato il "Freisler sovietico". Uomo zelante e spietato, non esitò ad appropriarsi della casa e del denaro di Leonid Serebrjakov, uno degli imputati, che in seguito fu giustiziato.
Il 1° giugno 1939 fu nominato vicepresidente del Consiglio dei commissari del popolo e commissario del popolo alla cultura. Nell'estate 1940 fu inviato a Riga per ufficializzare l'occupazione sovietica della Lettonia. Al ritorno a Mosca fu nominato primo vicecommissario del popolo agli esteri. Dopo l'armistizio italiano del settembre 1943, visitò l'Italia. A Napoli si incontrò con il diplomatico Carlo Sforza e con Benedetto Croce. Prese inoltre contatti con alcuni esponenti del Partito Comunista Italiano. A Salerno si vide in più occasioni con il segretario generale del ministero degli Esteri Renato Prunas.
Nel febbraio 1945 accompagnò Stalin, Molotov e Berija alla Conferenza di Jalta. Tornato a Mosca, fu inviato in Romania, dove coordinò l'instaurazione di un regime comunista. Nell'estate successiva fece parte della delegazione sovietica alla Conferenza di Potsdam. Dal 1949 al 1953, sino alla morte di Stalin, fu ministro degli esteri sovietico, prendendo il posto di Molotov relegato all'incarico onorifico di presidente del Consiglio dei commissari del popolo. All'indomani della scomparsa del dittatore, Molotov riassunse il precedente incarico. Vyšinskij fu escluso dal Presidium, retrocesso primo viceministro degli esteri, e nel contempo inviato a New York come rappresentante sovietico presso le Nazioni Unite. In pratica un esilio. Morì a New York a seguito di infarto.

## Le teorie giuridiche

### Concezione del diritto e dello Stato

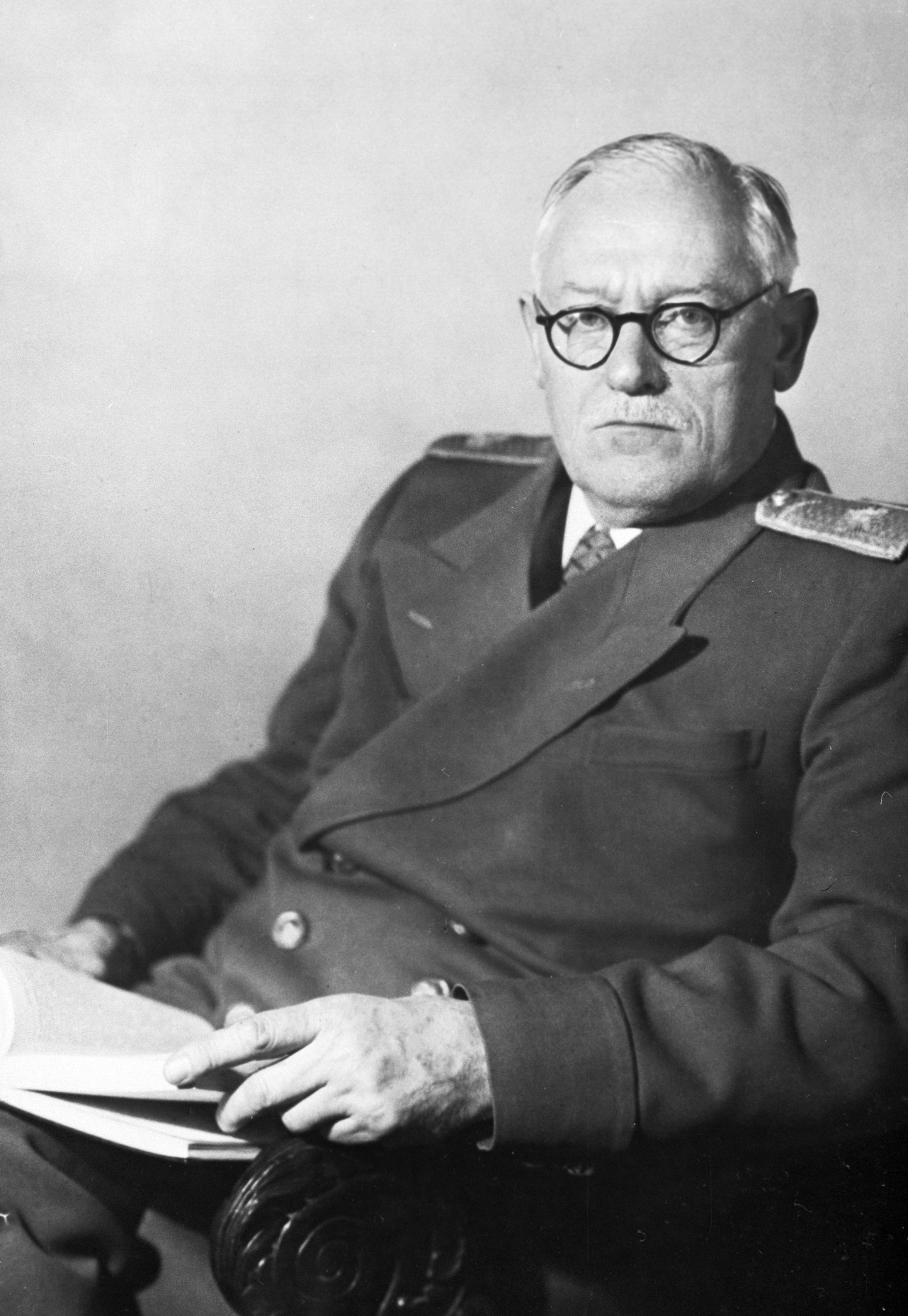
Vyšinskij nel 1940.

Andrei Vyšinskij fu un convinto assertore dell'applicazione del marxismo-leninismo alla scienza giuridica. Alla base della sua concezione sta il principio secondo cui «l'attività giuridica e statuale non può essere compresa e correttamente intesa isolatamente dalla politica, che è l'espressione degli interessi di classe prevalenti in una data società». Assai significativa è, a questo riguardo, la sua definizione del diritto:
Tuttavia, benché il diritto sia inconcepibile al di fuori della politica e dell'economia, secondo Vyšinskij esso gode di un'autonomia relativa, in virtù della sua funzione di difesa dei diritti dei cittadini e della legalità. Non si deve infatti indulgere alla «falsa idea che l'applicazione della legge è definita nello Stato socialista da considerazioni politiche, e non dalla forza e dall'autorità della legge sovietica. Una tale idea significa sostanzialmente screditare la legalità e il diritto sovietici, poiché in base a questa ipotesi essi risultano sviluppare una "politica" e non difendere i diritti dei cittadini, e partono necessariamente dalle esigenze della politica (e non dalle esigenze della legge) nel decidere qualsiasi problema della pratica giudiziaria».
Parimenti errato è, secondo Vyšinskij, ridurre il diritto all'economia, come egli sostenne in polemica con Pēteris Stučka. In sintesi, per Vyšinskij il diritto è una forma particolare della politica, dotata di una propria specificità, che prende corpo, in linea con la teoria marxista dello Stato, dall'economia, ma non è a questa legato meccanicamente. Il rapporto tra diritto ed economia non è da considerarsi unilaterale in quanto, per Vyšinskij, lo Stato ha nella prassi storica un ruolo attivo e creatore.
Il principale avversario teorico di Vyšinskij fu Pašukanis, il quale sosteneva che il diritto fosse una categoria specificamente borghese e che, essendo la dittatura del proletariato un periodo meramente transitorio, non fosse possibile creare un diritto “proletario”. Sulla falsariga di un'interpretazione dogmatica del marxismo, Pašukanis prospettava un indebolimento del potere statale, in vista della sua futura estinzione. Vyšinskij criticò aspramente queste tesi, che potevano rivelarsi un pretesto per indebolire la vigilanza rivoluzionaria e il potere dello Stato socialista, favorendo così un'eventuale controrivoluzione.
Nella concezione di Vyšinskij, in regime socialista è necessario «un gigantesco sistema di provvedimenti intesi a disciplinare e a educare al rispetto delle norme la nuova società socialista»; la stabilità delle leggi «rafforza la solidità dell'ordinamento statale, la solidità della disciplina statuale, decuplica le forze del socialismo mobilitandole e orientandole contro le forze ostili al socialismo». Una volta che la società sarà permeata da una profonda coscienza comunista e la lotta di classe si sarà vittoriosamente conclusa, il rafforzamento del potere statale trapasserà dialetticamente nel suo contrario, creando le premesse per la propria estinzione, in linea con la dottrina marxista. La conclusione ultima di questa teoria è il postulato secondo cui «l'estinzione dello Stato si farà non attraverso l'indebolimento del potere statale, ma attraverso il suo rafforzamento massimo».

### La controversia sulle prove processuali
Andrej Vyšinskij viene spesso citato come l'ideatore della definizione della confessione degli accusati come "regina delle prove". In realtà si tratta di un fraintendimento, poiché il passo della sua opera in cui menziona tale definizione allude al diritto medievale, del quale Vyšinskij critica piuttosto la sopravvalutazione del ruolo delle confessioni.
Secondo la teoria di Vyšinskij, le dichiarazioni degli imputati acquisiscono un'importanza decisiva soltanto in caso di crimini contro lo Stato, i cui responsabili abbiano occultato le prove tangibili. In una simile situazione, le dichiarazioni degli imputati sono sottoposte ad una minuziosa analisi e raffrontate le une con le altre, al fine di certificarne la veridicità o la falsità e di ricostruire la vicenda in modo oggettivo.

## Opere
- Trotskyism in the service of fascism against socialism and peace, New York, Workers Library Publisher, 1936;
- Crime recedes in the U.S.S.R., Mosca, Edizioni in lingue estere, 1939;
- Sovetskoe gosudarstvo v otečestvennoj vojne, Mosca, Edizioni di stato, 1944;
- The Greek question, Londra, Soviet News, 1947;
- Diplomatičeskij slovar', Mosca, Edizioni di stato, 1948;
- Sudebnye rechi, Mosca, Edizioni di stato, 1948;
- Lenin and Stalin, the great organizers of the Soviet State, Mosca, Edizioni in lingue estere, 1948;
- Ban atomic bomb and reduce armaments, Mosca, Soviet News, 1948;
- Voprosy teorii gosudarstva i prava, Mosca, Edizioni di stato, 1949;
- Teorija sudebnych dokazatel'stv v sovetskom prave [La teoria delle prove giudiziarie nel diritto sovietico], Mosca, Edizioni di stato, 1950;
- For peace and security of the nations, against the threat of a new war, Mosca, Edizioni in lingue estere, 1950;
- The Korean question, Londra, Soviet News, 1952;
- Voprosy meždunarodnogo prava i meždunarodnoj politiki, Mosca, Edizioni di stato, 1953;
- The Soviet electorial law; questions and answers, Mosca, Edizioni in lingue estere, 1955;
- The law of the Soviet State, New York, Macmillan, 1961.